# صبح بخیر
صبح بخیر (به ژاپنی: お早よう Ohayō) فیلمی به کارگردانی یاسوجیرو ازو است که در سال ۱۹۵۹ اکران شد. از بازیگران آن می‌توان به چیشو ریو، یوشیکو کوگا، هاروکو سوگیمورا و تایجی تونویاما اشاره کرد.